# Constantin Bănică
Constantin Bănică (n. 24 august 1942, Chișinău – d. 25 decembrie 1991, Sinaia) a fost un matematician român, membru corespondent al Academiei Române.

## Viața
Constantin Bănică este fiul lui Gheorghe Bănică și al Mariei Chițu. Provenea dintr-o familie din Boteni, Argeș și a avut trei frați, Mihai, Elena și Gheorghe.
A fost căsătorit cu Manuela Stoia (14 august 1944 - 25 decembrie 1991), matematiciană. Împreună au avut doi copii, Valeria și Teodor, matematicieni și ei.
A murit într-un accident la data de 25 decembrie 1991, în urma unei intoxicări cu monoxid de carbon de la o sobă defectă, la o gazdă din Sinaia.

## Studii
Studii liceale la Câmpulung Muscel și universitare (Facultatea de Matematică) la București; în 1970 și-a susținut teza de doctorat Dualitate pe varietăți Stein.
A fost cercetător științific la Institutul de Matematică al Academiei Române; a predat, ca „visiting professor”, la universități din Bayreuth, Göttingen, München, Nancy, Pisa, Strasbourg. S-a aplecat asupra geometriei complexe, ca și asupra studiului funcțiilor analitice de mai multe variabile complexe, prin metode algebrice și geometrice. Între principalele teme ale activității sale de cercetare s-au numărat: dualitatea analitică pe varietăți Stein, morfismele proprii de spații complexe și variația obiectelor cosmologice într-o deformare de spații analitice complexe, fibrații vectoriali etc. (Teoreme de dualitate pe varietăți Stein și cosmologie cu suport compact; metode algebrice în teoria globală a spațiilor complexe; variația extensiei globale în deformările spațiilor complexe; structuri de multiplicitate pe spații curbe; conceptul formal al unui spațiu analitic de-a lungul unui subspațiu cu teorema de comparație ș.a.).
În 1970 a fost distins cu Premiul Academiei Române pentru cercetările de dualitate analitică pe spații Stein.
În 1991 a fost ales membru corespondent al Academiei Române.